# Parfait Mandanda
Parfait Mandanda (Nevers, 10 oktober 1989) is een Congolees-Frans doelman die onder contract staat bij Royal Excel Moeskroen. Parfait komt ook uit voor de nationale ploeg van Congo.

## Carrière
Op 7 november 2011 maakte Parfait zijn debuut in de Belgische tweede klasse in de thuismatch tegen Lommel United. Zowel in december 2012 als in april 2013 werd zijn contract met twee jaar verlengd waardoor hij nog tot medio 2017 vastlag bij Charleroi. Op 18 oktober 2017 verlengde hij zijn contract bij Sporting Charleroi tot 30 juni 2022. 

 In de tweede helft van het seizoen 2018/19 werd hij uitgeleend aan het Roemeense Dinamo Boekarest. Na hier 12 competitiewedstrijden gespeeld te hebben keerde hij terug naar Charleroi. In 2020 werd Mandanda uitgeleend aan Hartford Athletic uit de Verenigde Staten. 
In de voorbereiding kreeg hij van Charleroi de toestemming om een proefperiode af te leggen bij Royal Excel Moeskroen, dat pas gedegradeerd was uit de hoogste Belgische afdeling. Mandanda kon gedurende deze proefperiode coach Enzo Scifo overtuigen. Op 20 juli 2021 werd bekend dat hij een eenjarig contract bij Moeskroen had ondertekend, Mandanda trekt hierdoor na 10 jaar de deur van Charleroi definitief achter zich dicht.

## Statistieken
| Seizoen | Club                  | Land             | Competitie           | Wedst | Goals |
| ------- | --------------------- | ---------------- | -------------------- | ----- | ----- |
| 2008/09 | Girondins de Bordeaux | Frankrijk        | Ligue 1              | 0     | 0     |
| 2008/09 | → AS Beauvais Oise    | Frankrijk        | Championnat National | 1     | 0     |
| 2009/10 | AS Beauvais Oise      | Frankrijk        | Championnat National | 1     | 0     |
| 2010/11 | Altay Izmir           | Turkije          | Bank Asya 1. Lig     | 12    | 0     |
| 2011/12 | Sporting Charleroi    | België           | Tweede Klasse        | 1     | 0     |
| 2012/13 | Sporting Charleroi    | België           | Eerste klasse A      | 25    | 0     |
| 2013/14 | Sporting Charleroi    | België           | Eerste klasse A      | 36    | 0     |
| 2014/15 | Sporting Charleroi    | België           | Eerste klasse A      | 5     | 0     |
| 2015/16 | Sporting Charleroi    | België           | Eerste klasse A      | 9     | 0     |
| 2016/17 | Sporting Charleroi    | België           | Eerste klasse A      | 2     | 0     |
| 2017/18 | Sporting Charleroi    | België           | Eerste klasse A      | 7     | 0     |
| 2018/19 | Sporting Charleroi    | België           | Eerste klasse A      | 3     | 0     |
| 2018/19 | → Dinamo Boekarest    | Roemenië         | Liga 1               | 12    | 0     |
| 2019/20 | Sporting Charleroi    | België           | Eerste klasse A      | 0     | 0     |
| 2020    | → Hartford Athletic   | Verenigde Staten | USL Championship     | 16    | 0     |
| 2020/21 | Sporting Charleroi    | België           | Eerste klasse A      | 0     | 0     |
| 2021/22 | Royal Excel Moeskroen | België           | Eerste klasse B      | 7     | 0     |
|         |                       |                  | Totaal               | 137   | 0     |

## Familie
Parfait is de jongere broer van doelman Steve Mandanda.
1 Patron ·
2 Bager ·
3 Knezevic ·
4 Van Cleemput ·
5 Camara ·
6 Zorgane ·
7 Mbenza ·
8 Guiagon ·
9 Dabbagh ·
10 Badji ·
12 Closset ·
13 Benbouali ·
15 Dragsnes ·
16 Koffi ·
17 Bernier ·
18 Heymans ·
19 Štulić ·
21 Andreou ·
22 Trebel ·
25 Marcq ·
26 Ilaimaharitra  ·
27 Monticelli ·
29 Rogelj ·
32 Boukamir ·
37 Dari ·
42 Lutte ·
44 Morioka ·
55 Delavallée ·
66 Ozornwafor ·
80 Sylla ·
98 Petris ·
Coach: De Mil